# Monasterio de Santa María del Puig de Tercúy
El monasterio de Santa María del Puig era la iglesia románica de un monasterio dependiente del de Sant Pere de Rodes que había en el pueblo de Tercúy, en el término actual de Tremp, de la comarca del Pallars Jussá en la provincia de Lérida.
En 1061 los condes Ramón y Valença cedieron una partida de tierra yerma en el Puig de Tercúy a los monjes Guillermo y Ponce, con la condición que erigir una iglesia. Fue el inicio de una comunidad, con abad propio, que dependía de Sant Pere de Rodes, poseía la categoría de pavorde, título que conservó, mientras vivió en Tercúy el rector de la parroquia hasta disolverse la comunidad religiosa. Esta pavordía implicaba el señorío sobre el pueblo de Tercúy por parte del rector.
La iglesia de Santa María ya debió ser abandonada en el siglo XII, pasando la comunidad y la pavordía a la iglesia parroquial de san Pedro.
Es de una sola nave, de la cual solo se conserva parte de los muros norte y sur. Del ábside semicircular, a levante, solo se conserva una parte, hay una ventana de un solo derrame. El aparato es de piedra arenisca, bien cortado, puesto en filas uniformes y regulares, como es característico de las iglesias de finales del siglo XI o principios del siguiente.